# Prefettura apostolica di Vichada
La prefettura apostolica di Vichada (in latino: Praefectura apostolica Vichadaënsis o de Vichada) è una sede soppressa della Chiesa cattolica in Colombia.

## Territorio
La prefettura apostolica, costituita da un territorio di circa 102.900 km² nell'est della Colombia, comprendeva la Comisaría del Vichada, antica entità territoriale colombiana che corrisponde oggi al dipartimento di Vichada.
Nel 1999 nella prefettura vivevano 45.000 cattolici, con 4 parrocchie e 15 sacerdoti. Sede dei prefetti era la città di Puerto Carreño.

## Storia
La prefettura apostolica di Vichada fu eretta il 7 aprile 1956 da papa Pio XII con la bolla Cum Apostolis Christus, ricavandone il territorio dal vicariato apostolico di Villavicencio (oggi arcidiocesi). Il compito di evangelizzare il territorio fu affidato ai missionari monfortani.
Il 30 novembre 1996 cedette una porzione di territorio a vantaggio dell'erezione del vicariato apostolico di Inírida.
La prefettura apostolica fu de facto soppressa con due bolle pubblicate il 22 dicembre 1999 con le quali la Santa Sede divise il suo territorio fra due nuovi vicariati apostolici, Puerto Carreño (bolla Spiritali fidelium) e Puerto Gaitán (bolla Manifestavit Dominus).

## Cronotassi dei prefetti apostolici
Si omettono i periodi di sede vacante non superiori ai 2 anni o non storicamente accertati.
- Emiliano Pied, S.M.M. † (31 luglio 1956 - 30 agosto 1962 deceduto)
- Petrus Joseph Alfons Cuypers, S.M.M. † (22 gennaio 1963 - 28 marzo 1969 dimesso)
- Lucreciano Onofre González, S.M.M. † (28 marzo 1969 - 4 maggio 1974 dimesso)
  - Sede vacante (1974-1977)
- José Aurelio Rozo Gutiérrez, S.M.M. † (6 maggio 1977 - 22 dicembre 1999 cessato)

## Statistiche
La prefettura apostolica nel 1999 su una popolazione di 81.000 persone contava 45.000 battezzati, corrispondenti al 55,6% del totale.
| anno | popolazione | popolazione | popolazione | presbiteri | presbiteri | presbiteri | presbiteri                | diaconi | religiosi | religiosi | parrocchie |
| anno | battezzati  | totale      | %           | numero     | secolari   | regolari   | battezzati per presbitero | diaconi | uomini    | donne     | parrocchie |
| ---- | ----------- | ----------- | ----------- | ---------- | ---------- | ---------- | ------------------------- | ------- | --------- | --------- | ---------- |
| 1966 | 3.600       | 17.000      | 21,2        | 8          | -          | 8          | 450                       |         | 12        | 25        | 3          |
| 1970 | 11.070      | 26.000      | 42,6        | 11         | -          | 11         | 1.006                     |         | 16        | 25        | ?          |
| 1976 | 16.500      | 33.000      | 50,0        | 13         | -          | 13         | 1.269                     |         | 18        | 25        | 10         |
| 1980 | 19.475      | 39.570      | 49,2        | 8          | -          | 8          | 2.434                     |         | 12        | 17        | 8          |
| 1990 | 33.335      | 61.063      | 54,6        | 10         | -          | 10         | 3.333                     |         | 14        | 24        | 12         |
| 1999 | 45.000      | 81.000      | 55,6        | 15         | 3          | 12         | 3.000                     |         | 13        | 18        | 4          |